# Poppy Jackson
Poppy Jackson, född 12 augusti 1982 i Norfolk, är en brittisk performancekonstnär, ursprungligen målare, men efter hand mer inriktad mot aktionism, kroppskonst och performance. Hon använder ofta nakenhet, femininitet och kön som centrala medel i arbetet. Syftet är att undersöka teman kring kroppens performativitet genom att arbeta med kvinnokroppen i sig som en plats.

## Biografi
Poppy Jackson föddes och växte upp Norfolk med en mor, Maz Jackson, som är målare och konstnär och en far som är fotograf. Hon har en akademisk konstutbildning och examen, fick en grundutbildning i konst vid Norwich University of the Arts (där hon senare arbetat som mentor åt elever). Hon slutförde sin Bachelor of Arts på Dartington College of Arts och sin Masters of Arts på Goldsmiths University.
Poppy Jackson konst har visats och uppmärksammats internationellt, exempelvis hennes performance 'Site' (SPILL Festival of Performance, Toynbee, London 2015), och  'Constellation' (Exquisite Corpse, Fuse Art Space 2015) där menstruationsblod har en stor roll. Videon från arbetet (Exquisite Corpse, Gold+Beton Gallery Cologne 2016) ställdes ut i Köln.
Jacksons arbete har fått stöd av Arts Council England och the British Council. Det har blivit utställt och uppmärksammat internationellt, bland annat vid The Barbican and Whitechapel Galleries (London), FEM Festival (Girona), Museum of New Art (Detroit), Defibrillator Performance Art Gallery (Chicago) och Grace Exhibition Space (New York).
Poppy Jackson har undervisat vid The Royal Central School of Speech and Drama, Live Art Development Agency and School of the Art Institute of Chicago. Hon arbetar även som curator och med utvecklingsprojekt, exempelvis Liminal Bodies (det internationella nätverket för “nomadic artists”), SITE/SPACE, (en månatlig “site responsive event”) och Transatlantic Performance Practice (ett UK-US nätverk av “body-based feminist practitioners”) är plattformar som hon grundat och driver med syfte att utveckla samhälle och samarbete över gränser. Hon är en Associate Artist vid ]performance s p a c e [ i London.